# Скорчившийся мальчик
«Скорчившийся мальчик» — единственная скульптура Микеланджело Буонарроти в России. Находится на постоянной экспозиции в Государственном Эрмитаже в Санкт-Петербурге. Изготовлена из мрамора в 1530—1534 годах, высота — 54 см.
По одной из версий, скульптура задумывалась для оформления Капеллы Медичи в церкви Сан-Лоренцо во Флоренции. Капелла осталась незавершённой. В интерьере Капеллы над надгробием Лоренцо Медичи Микеланджело планировал разместить гирлянды, доспехи и четыре декоративные фигурки «скорчившихся мальчиков». Похожая фигурка видна на подготовительном рисунке из собрания Британского музея в Лондоне. Осуществлена, но не закончена, была одна из них. Однако принадлежность этого произведения к проекту Капеллы Медичи оспаривалась такими известными специалистами, как Карл Юсти, Эрвин Панофский, Шарль де Тольнай. Другие считают её выполненной учениками мастера. Скорее всего фигурка была создана скульптором независимо от проекта капеллы во Флоренции, возможно, во время нападения испанцев на город в 1529—1530 годах, когда Микеланджело нашёл убежище в одном из монастырей. Возможно, в этой скульптуре Микеланджело отразил угнетённое состояние флорентийцев в тот период. Однако, более обоснована версия, согласно которой скульптор вдохновлялся античным произведением: «Мальчик, вытаскивающий занозу», или «Спинарио», (ныне в Капитолийском музее в Риме.
«Скорчившийся мальчик» принадлежал семье Медичи, затем был продан в Англию. Из собрания Лайд Брауна в 1785 году скульптуру приобрела для собственной коллекции российская императрица Екатерина II. Ныне она экспонируется в петербургском Эрмитаже.